# Аутономија
Аутономија, преведен са грчког језика значи: αυτονομία — „самозакоње“ (αυτο — „сам“ и νομος — „закон“). Најшире, аутономија означава самостално одређивање правила. У ужем смислу аутономија се дефинише као одређени степен самосталности мањег колективитета према већој целини, који је смештен између две крајности: потчињености и независности. Аутономне организације или институције су независне или самоуправне. Аутономија се такође може дефинисати из перспективе људских ресурса, где означава (релативно висок) ниво дискреције који се даје запосленом у његовом или њеном раду. У таквим случајевима, познато је да аутономија генерално повећава задовољство послом. Сматра се да самоостварени појединци делују аутономно у односу на спољна очекивања. У медицинском контексту, поштовање пацијентове личне аутономије се сматра једним од многих основних етичких принципа у медицини.

## Социологија
У социологији знања, контроверза око граница аутономије инхибирала је анализу било ког концепта изван релативне аутономије, све док није створена и развијена типологија аутономије у оквиру научних и технолошких студија. Према њему, институција постојеће аутономије науке је „рефлексивна аутономија“: актери и структуре унутар научног поља су у стању да преводе или одражавају различите теме представљене у друштвеним и политичким областима, као и да утичу на њих у погледу тематских избора у истраживању. пројектима.

### Институционална аутономија
Институционална аутономија је поседовање законодавних овлаштења да може да уводи и следи званичне циљеве. Аутономне институције су одговорне за проналажење довољних ресурса или за модификацију својих планова, програма, курсева, одговорности и услуга у складу са тим. Али чинећи то, морају да се изборе са свим препрекама које се могу појавити, као што је друштвени притисак против ограничења или социоекономске потешкоће. Са становишта законодавца, да би се повећала институционална аутономија, морају се успоставити услови самоуправљања и институционалне самоуправе. Повећање лидерства и прерасподела одговорности за доношење одлука били би корисни за истраживање ресурса.
Институционална аутономија се често сматрала синонимом за самоопредељење, а многе владе су се плашиле да ће то довести институције до иредентистичког или сецесионистичког региона. Али аутономију треба посматрати као решење за борбу за самоопредељење. Самоопредељење је кретање ка независности, док је аутономија начин да се прилагоди различитим регионима/групама унутар земље. Институционална аутономија може да ублажи сукобе у вези са мањинама и етничким групама у друштву. Омогућавање веће аутономије групама и институцијама помаже у стварању дипломатских односа између њих и централне владе.

## Политика
У државном језику, аутономија се односи на самоуправу. Пример аутономне јурисдикције била је бивша управа Сједињених Држава Филипинским острвима. Закон о аутономији Филипина из 1916. је обезбедио оквир за стварање аутономне владе према којој је филипински народ имао ширу домаћу аутономију него раније, иако је резервисао одређене привилегије Сједињеним Државама да заштите своја суверена права и интересе. Други примери укључују Косово (као Социјалистичка аутономна покрајина Косово) под бившом југословенском владом маршала Тита и аутономни регион Пунтланд у оквиру Савезне Републике Сомалије.

## Филозофија
Аутономија је кључни концепт који има широк утицај на различита поља филозофије. У метафизичкој филозофији, концепт аутономије се помиње у расправама о слободној вољи, фатализму, детерминизму и деловању. У моралној филозофији, аутономија се односи на подвргавање себе објективном моралном закону.

### Према Канту
Имануел Кант (1724–1804) дефинисао је аутономију са три теме које се тичу савремене етике. Прво, аутономија као право на доношење сопствених одлука искључујући било какво мешање других. Друго, аутономија као способност доношења таквих одлука кроз сопствену независност ума и након личне рефлексије. Треће, као идеалан начин аутономног живљења. Укратко, аутономија је морално право које неко поседује, или способност коју имамо да бисмо сами размишљали и доносили одлуке обезбеђујући одређени степен контроле или моћи над догађајима који се одвијају у свакодневном животу.

### Према Ничеу
Фридрих Ниче је писао о аутономији и моралној борби. Аутономија се у овом смислу назива слободним сопством и укључује неколико аспеката сопства, укључујући самопоштовање, па чак и самољубље. Ово се може тумачити као под утицајем Канта (самопоштовање) и Аристотела (самољубље). За Ничеа, вредновање етичке аутономије може да разреши сукоб између љубави (самољубља) и закона (самопоштовања) који се онда може превести у стварност кроз искуства самоодговорности. Пошто Ниче дефинише осећај слободе са одговорношћу за сопствени живот, слобода и самоодговорност могу бити у великој мери повезани са аутономијом.

### Према Пијажеу
Швајцарски филозоф Жан Пијаже (1896-1980) веровао је да аутономија долази изнутра и да је резултат „слободне одлуке”. Она је од суштинске вредности и морал аутономије није само прихваћен већ и обавезан. Када дође до покушаја друштвене размене, реципрочно је, идеално и природно да постоји аутономија без обзира на то зашто је дошло до сарадње са другима. За Пијажеа, термин аутономни се може користити да објасни идеју да се правила самостално бирају. Одабиром којих правила да се придржавамо или не, ми заузврат одређујемо своје понашање.

## Историја
Некада је аутономија подразумевала висок степен самосталности. Али, све тече и мења се (panta rei). У савременом свету са све већим прожимањем (не само путем Интернета и медија) и глобализацијом економије, аутономија постаје етапа глобалне интеграције. Аутономија престаје да бива чување затечених тековина у заветрини изолације. Зато се и увећао број облика аутономије.

## Подела
Аутономија може бити: 
- политичка,
- етничка,
- културна,
- економска,
- функционална и/или верска.

У филозофији и етици, аутономија је способност ума да буде законодаван у питањима практичне филозофије, односно да се лична воља подвргава универзалном моралном начелу, чиме се елиминишу неравноправности и субјективизам у моралном суђењу.
У психологији личности, односи се на самосталност и независност индивидуе у свом понашању и мишљењу у односу на ауторитете и своју ширу социјалну и културну средину.
У физиологији, аутономни нервни систем је независан у односу на централни.
У политици, самосталност управљања у оквиру једне државе.